# GITT
Dentro de la industria del Turismo, entendemos por Governmental and Institutional Travel and Tourism (GITT), aquellos viajes, desplazamientos y actividades, ya sean formales o informales, que realizan los gobiernos e instituciones en el ejercicio de sus funciones, es decir, como representantes de dichos gobiernos e instituciones, así como con motivo de las misiones diplomáticas y acciones protocolarias o de representación de sus respectivos territorios e instituciones. En esta definición también cabe incluir aquellos desplazamientos que no se encuadran, estrictamente, dentro de la denominación de viaje oficial, o visita de Estado en el caso de los Jefes de Estado como, por ejemplo, los que se vinculan a una razón personal o privada.
La denominación GITT, ha permitido establecer y regular estándares de comportamiento que afectan directamente, y de forma positiva, a la sostenibilidad del sector y de los destinos receptores de este tipo de delegaciones. Asimismo, se ha evidenciado que favorece la especialización y profesionalización de proveedores turísticos y culturales en destino con respecto a estos desplazamientos y actividades de ámbito institucional. Los viajes GITT, por otro lado, no incluyen exclusivamente servicios de transporte, alojamiento o relacionados con la gastronomía, puesto que existen múltiples actividades de ámbito general con acciones complementarias, no siempre en relación con el concepto de viaje o Turismo, que pueden ser realizadas como consecuencia del propio desplazamiento gubernamental.
El proyecto Tourism Optimizer Platform (TOP) ha participado e impulsado activamente en la identificación y definición de este tipo de desplazamientos. Conjuntamente con el proyecto TOP, la Universidad de Sevilla, a través de un nutrido equipo de investigadores internos y externos, realizó un trabajo de investigación en referencia a la creación de este concepto de viajes. Una vez finalizada la investigación, se emitió una Declaración Institucional en abril del año 2016 en la que se atribuye la creación intelectual del concepto GITT, así como la definición del sector, y su encuadre dentro de la industria turística, a Diego Fuentes Díaz, experto en la realización de este tipo de desplazamientos durante décadas. La propia Facultad de Turismo y Finanzas de la Universidad de Sevilla ha seguido contribuyendo, de forma activa, en el desarrollo y divulgación del sector GITT, creando posteriormente incluso una Cátedra Universitaria que lleva el mismo nombre del concepto.
En la Declaración Institucional de abril de 2016 se hace especial referencia a la definición del sector GITT de la siguiente manera: ’’Se entiende por Turismo de Gobiernos (Governmental and Institutional Travel and Tourism), como todos aquellos viajes y actividades que realizan los representantes de las distintas Instituciones Gubernamentales en las misiones diplomáticas y acciones de protocolo o representación de sus respectivos países en el ejercicio de sus funciones”.
La definición de este nuevo concepto de viajes ha permitido, por otro lado, establecer estándares de procesos, a través de la Norma Internacional GITT, a imagen y semejanza de los modelos ISO, que afectan positivamente a la sostenibilidad y al crecimiento del propio sector. Facilitando, a su vez, la relación entre los distintos países y contribuyendo a la profesionalización y especialización de los proveedores en cualquier destino del mundo.